# Moissac
Moissac è un comune francese di 12 728 abitanti situato nel dipartimento del Tarn e Garonna nella regione dell'Occitania.

## Monumenti e luoghi d'interesse
- Abbazia di Moissac

## Società

### Evoluzione demografica
Abitanti censiti

## Amministrazione

### Gemellaggi
- Thomery